# جهاز شبه موصل عالي القدرة
جها شبه موصل عالي القدرة أو جهاز شبه موصل الطاقة (بالإنجليزية: power semiconductor device)‏ هو جهاز مكوناته من أشباه الموصلات يستخدم كمفتاح أو مقوم في إلكترونيات القدرة (مثلًا في المغذيات النبضية). يسمى هذا الجهاز أيضًا الجهاز عالي القدرة أو جهاز الطاقة، عند استخدامه في دائرة متكاملة، دائرةُ طاقةٍ متكاملةٌ.
عادة ما يُستخدم جهاز شبه موصل الطاقة في «وضع التبديل» (على سبيل المثال، إما أنه قيد التشغيل أو إيقاف التشغيل)، وبالتالي يكون له تصميم مُحسَّن لمثل هذا الاستخدام؛ لا يصلح للاستخدام عادة في العمليات الخطية. تنتشر دوائرُ الطاقةِ الخطيةِ على نطاق واسع كمنظمات جهد ومضخمات الصوت ومضخمات التردد اللاسلكي.
توجد أشباه موصلات الطاقة -(عالية القدرة)- في الأنظمة التي تزود مكبر سماعة الرأس ببضع عشرات من الملي واط، حتى حوالي جيجاوات في خطوط نقل التيار الثابت عالي الجهد.

## تاريخ
كان أول جهاز إلكتروني يستخدم في دوائر الطاقة هو المقوكم الإلكتروليتي- أعطى المٌختَبِر الفرنسي، أ. نودون، في عام 1904 وصفًا لنسخة بدائية. كانت هذه شائعة لفترة وجيزة مع مجربين (مٌختَبِرِي) الراديو الأوائل لأنها يمكن ارتجالها من صفائح الألمنيوم والمواد الكيميائية المنزلية. كان لديهم جهدود تحمل منخفضة وكفاءة محدودة.
كانت أول أجهزة أشباه الموصلات الصلبة عبارة عن مقومات أكسيد النحاس، استخدمت في شواحن البطاريات البدائية ومزودات الطاقة لمعدات الراديو، والتي أُعْلِنَ عنها في عام 1927 من قبل لو جروندال وبي إتش جيجر.
ظهر أول جهاز شبه موصل الطاقة المصنوع من الجرمانيوم في عام 1952 مع قدوم ثنائي الطاقة بواسطة روبرت ن. هال. كان بإمكانه منع الجهد العكسي 200 فولت والتصنيف الحالي 35 أمبير.
قُدِّمت ترانزستورات الجرمانيوم ثنائية القطب ذات قدرات معالجة أو نقل الطاقة الكبيرة (تيار المجمع 100 مللي أمبير) في حوالي عام 1952؛ مع نفس بنية أجهزة الإشارة، ولكن تشتييت حراري أفضل. تطورت القدرة على التعامل مع الطاقة بسرعة (معالجة أو نقل)، وبحلول عام 1954، توفرت ترانزستورات الوصلات المصنوعة من سبيكة الجرمانيوم مع تبديد (فقد) 100 واط. كانت جميع هذه الأجهزة ذات تردد منخفض نسبيًا، وتُستخدم حتى حوالي 100 كيلو هرتز، وتصل إلى 85 درجة حرارة لوصلة الترانزستور. لم تُصنع ترانزستورات الطاقة السيليكونية حتى عام 1957، ولكن عند توفرها كانت استجابة التردد أفضل من أجهزة الجرمانيوم، ويمكن أن تعمل حتى درجة حرارة تصل إلى 150 درجة مئوية.
ظهر الثايرستور في عام 1957. قادر على تحمل جهد الانهيار العكسي المرتفع للغاية كما أنه قادر على حمل تيار عالٍ. ومع ذلك، فإن أحد عيوب الثايرستور في تبديل الدوائر هو أنه بمجرد أن يصبح «مغلقًا » في حالة التوصيل؛ لا يمكن إيقاف تشغيله عن طريق التحكم الخارجي، حيث أنَّ إيقاف تشغيل الثايرستور سلبي، أي يجب فصل الطاقة عن الجهاز. الثايرستور الذي يمكن أن ينطفئ، يسمى المفتاح السيليكونى ذو بوابة الإطفاء (GTO)، قُدِّمَ في عام 1960. هذه الأجهزة تتغلب على بعض القيود المفروضة على الثايرستور العادي، لأنه يمكن تشغيلها أو إيقاف تشغيلها بإشارة مطبقة.

### موسفيت الطاقة أو موسفت القدرة (عالي القدرة)
جاء الاختراق في إلكترونيات الطاقة مع اختراع الموسفت -(ترانزستور الأثر الحقلي للأكاسيد المعدنية لأشباه الموصلات)-، حيث اخترعه كلًا من «محمد عطا الله» و«داون كانغ» في مختبرات بيل في عام 1959. مكّنت أجيال من ترانزستورات «الموسفت» مصممي الطاقة  من تحقيق مستويات أداء وكثافة غير ممكنة باستخدام الترانزستورات ثنائية القطب. نظرًا للتحسينات في تقنية الموسفت (المستخدمة في البداية لإنتاج الدوائر المتكاملة)، أصبح موسفت الطاقة متاحًا في السبعينيات.
قدمت هيتاشي في عام 1969 أول موسفت طاقة عموديّ، والذي عُرف لاحقًا باسم موسفت شاقولي. منذ عام 1974، بدأت شركة ياماها وجيه في سي وشركة بايونير وسوني وتوشيبا بتصنيع مكبرات الصوت باستخدام موسفتات الطاقة. قدمت شركة المقوم الدولي موسفت طاقة بمعدلات 25 أمبير و400 فولت في عام 1978. يتيح هذا الجهاز العمل عند ترددات أعلى من الترانزستور ثنائي القطب، ولكنه يقتصر على تطبيقات الجهود المنخفضة.
طٌوِّرَ الترانزستور ثنائي القطب ذو البوابة المعزولة في الثمانينيات، وصار متاحًا على نطاقٍ واسع في التسعينيات. هذا المكون لديه (1) القدرة على إدارة (نقل أو معالجة) الطاقة للترانزستور ثنائي القطب (2) ومزايا مشغل البوابة المعزول لموسفت الطاقة .

## الأجهزة الشائعة
بعض أجهزة الطاقة الشائعة هي موسفت الطاقة، ثنائي الطاقة (دايود عالي القدرة)، الثايرستور، ترانزستور ثنائي القطب ذو البوابة المعزولة. يعمل ثنائي الطاقة وموسفت الطاقة كلاهما على أُسُسٍ مماثلة لنظرائهما منخفضي القدرة، لكنهما (عالي القدرة) قادران على حمل تيارات أعلي (كمية أكبر من التيار) وعادة ما يكونان قادرين على تحمل جهد انحياز عكسي أكبر في حالة إيقاف التشغيل.
غالبًا ما تُجرى تغييراتٌ هيكليةٌ في جهاز طاقة لاستيعاب قيم عليا من:كثافة التيار، وفقد الطاقة، وجهد الانهيار العكسي. تُبنى الغالبية العظمى من أجهزة الطاقة المنفصلة (أي غير المتكاملة) باستخدام «بنية العمودية»، بينما تستخدم أجهزةُ الإشارات الصغيرة «بنيةً جانبيةً». مع البنية العمودية، تتناسب قيمة تيار الجهاز مع مساحته، وتتحقق قدرة منع الجهد في ارتفاع. بهذه البنية، ستكون إحدى توصيلات الجهاز في الجزء السفلي من لوحة أشباه الموصلات الإلكترونية.
يُعد موسفت الطاقة أكثر أجهزة الطاقة شيوعًا في العالم، لانخفاض القدرة المستلكة في البوابة، وسرعة التبديل العالية، وقدرة الموازاة المتقدمة. تٌستخدم في تطبيقات متعددة في إلكترونيات الطاقة، مثل أجهزة المعلومات المحمولة، ودوائر الطاقة المتكاملة، والهواتف المحمولة، والحواسيب المحمولة، والبنية التحتية للاتصالات التي تمكن الإنترنت من العمل. اعتبارًا من العام 2010، يُمثل موسفت الطاقة غالبية سوق ترانزستورات الطاقة (53٪)، يَليه ترانزستور ثنائي القطب ذو البوابة المعزولة بنسبة (27٪)، ثم مضخم الترددات اللاسلكية (11٪)، ثم الترانزستور ثنائي القطب (9٪).

## التصنيفات

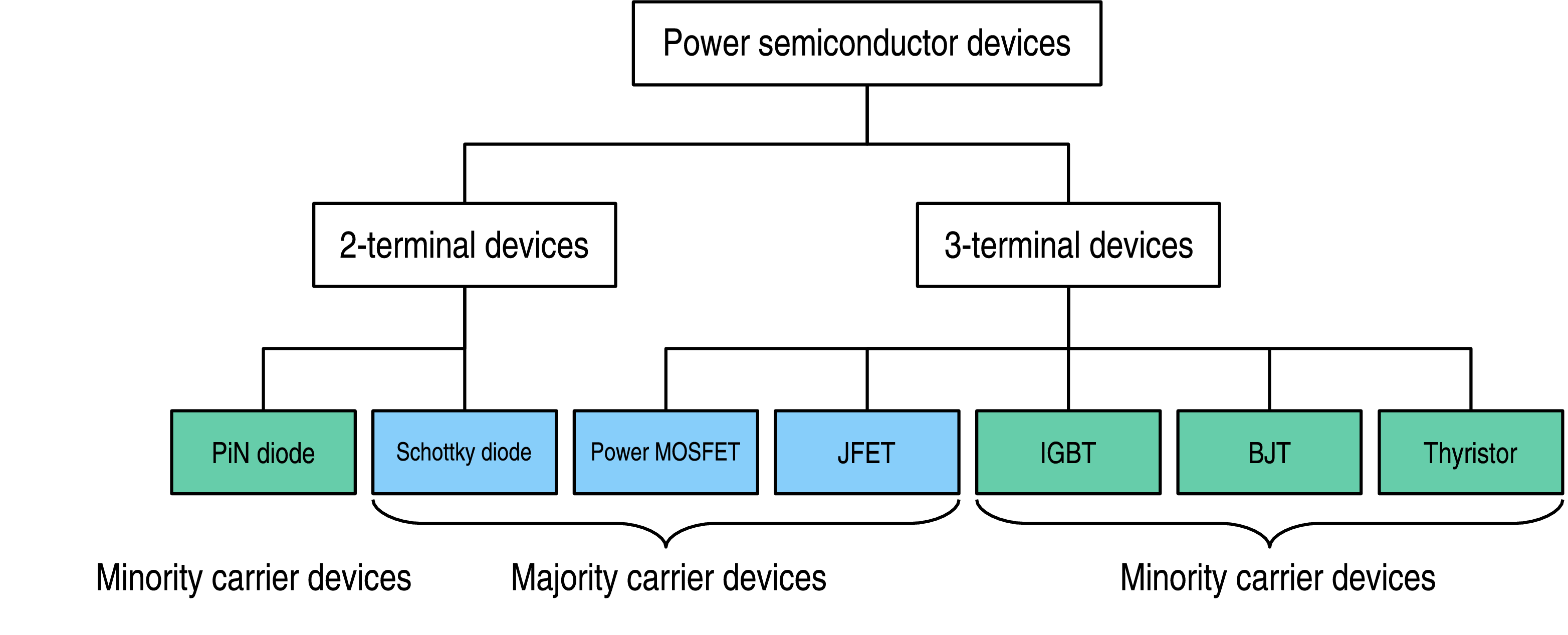
الشكل 1: مجموعة أجهزة الطاقة، والتي تُظهر مفاتيح الطاقة الرئيسية.

يمكن تصنيف أجهزة الطاقة إلى مجموعة فئات كالتالي (انظر الشكل 1):
- جهاز ذو طرفين (الصمام الثنائي مثلاً)، تعتمد حالته تمامًا على دائرة الطاقة الخارجية (التغذية) الموصول بها.
- جهاز ثلاثي الأطراف (الصمام الثلاثي مثلاً)، لا تعتمد حالته فقط على دائرة الطاقة الخارجية الخاصة به، ولكن أيضًا على الإشارة على الطرف الثالث «الطرف المُشَغِّل أو المُتَحَكِّم» (يُعرَف هذا الطرف باسم البوابة أو القاعدة).
- جهاز رباعي الأطراف (مفتاح محكوم سيليكونيّ- SCS مثلاً). المفتاح المحكوم السيليكوني هو نوع من الثايرستور له أربع طبقات وأربع أطراف تسمى الأنود، بوابة الأنود، بوابة الكاثود والكاثود. تتصل الأطراف بالطبقة الأولى والثانية والثالثة والرابعة على التوالي.[13]

يوجد تصنيف آخر أقل وضوحًا، لكن لديه تأثير قوي على أداء الجهاز:
- جهاز حاملات الأغلبية (على سبيل المثال، صمام شوتكي الثنائي، الموسفت MOSFET، إلخ.)؛ يستخدم هذا نوعًا واحدًا فقط من حاملات الشحنات.
- جهاز حاملات الأقلية (على سبيل المثال، الثايرستور، ترانزستور ثنائي القطب، ترانزستور ثنائي القطب ذو البوابة المعزولة، إلخ.)؛ هذا النوع يستخدم كل من حاملات الأغلبية والأقلية (أي الإلكترونات والثغرات الإلكترونية).

يعتبر جهاز حاملات الأغلبية أسرع، لكن حقن شحن أجهزة حاملات الأقلية يسمح بأداء أفضل في حالة التشغيل.

### الثنائيات (الدايود)
يجب أن يتمتع الثنائي المثالي بالخصائص التالية:
- عندما يكون منحازًا للأمام، يجب أن يكون الجهد عبر أطراف الثنائي صفراً، بغض النظر عن التيار الذي يتدفق خلاله (حالة التوصيل أو التشغيل).
- عندما يكون منحازًا عكسيًا، يجب أن يكون تيار التسرب صفراً، بغض النظر عن الجهد (حالة التوقف أو المنع).
- يجب أن يكون الانتقال (أو التبديل) بين حالة العمل وحالة التوقف لحظيًا.

في الواقع، يعد تصميم الثنائي بمثابة مقايضة بين الأداء في حالتي التشغيل، والتوقف، والتبديل.
بالتأكيد، يجب أن تحافظ نفس المنطقة من الجهاز على جهد المنع في حالة إيقاف التشغيل (التوقف) والسماح بمرور التيار في حالة التشغيل؛ نظرًا لأن متطلبات الحالتين معاكسة تمامًا، يجب إما تحسين الثنائيّ لإحدى الحالتين، أو يجب توفير الوقت للتبديل من حالة إلى أخرى (على سبيل المثال، يجب تقليل سرعة التبديل).
نفس المقايضات موجودة في جميع أجهزة الطاقة (أي عالية القدرة)؛ مثلاً، يتمتع صمام شوتكي الثنائي أو وصلة شوتكي بسرعة تبديل ممتازة وأداء ممتاز في حالة التشغيل، ولكن مستوى تيار التسرب يكون عالٍ في حالة التوقف. من ناحيةٍ أخرى، يتوفر ثنائي المساري PIN تجاريًا بسرعات تبديل مختلفة (ما يسمى بالمقوِّمات «السريعة» و «فائقة السرعة»)، ولكن أي زيادة في السرعة ترتبط ضرورةً بأداء أقل في حالة التشغيل.

### مفاتيح

الصورة 2: (التيار/الجهد/مجالات تردد التبديل) لمفاتيح إلكترونيات الطاقة الرئيسية.

توجد أيضًا مفاضلات بين معدَّلات (قيم) كلًا من الجهد والتيار والتردد للمفتاح اللإلكتروني. في الواقع، أي شبه موصل طاقة يعتمد على بنية «ثنائي» بغيةَ الحفاظِ على الجهد؛ يمكن ملاحظة ذلك في الشكل 2. لدى موسفت الطاقة ميزات جهاز حاملات الأغلبية، لذلك يمكنها تحقيق تردد تشغيل عالي جدًا، ولكن لا يمكن استخدامها مع الجهود العالية؛ نظرًا لأنه يمثل حدًا ماديًا، فلا يُتوقع إجراء تحسن في تصميم موسفت السيليكون فيما يتعلق بمعدَّلات الجهد القصوى. ومع ذلك، فإن أدائه الممتاز في تطبيقات الجهود المنخفض يجعله الجهاز المفضل (في الواقع الخيار الوحيد حاليًا) للتطبيقات ذات الجهود أقل من 200V. من خلال وضع عدة أجهزة على التوازي، يمكن زيادة قيم التيارات للمفتاح. يناسب الموسفت بشكل خاص هذا التكوين، لأن معامله الحراري الإيجابي للمقاومة يميل إلى إحداث توازن في التيار بين الأجهزة الفردية.
يُعد آيْجِبِتِ ترانزستور ثنائي القطب ذو البوابة المعزولة مكونًا حديثًا، لذا يتحسن أدائه بانتظام مع التطور التكنولوجيّ. لقد استبدل بالكامل بالفعل بالترانزستور ثنائي القطب في تطبيقات الطاقة؛ يمكننا الحصول على «وحدة طاقة» بتوصيل عدة أجهزة ترانزستور ثنائي القطب ذو البوابة المعزولة بالتوازي، مما يجعلها مناسبة لمستويات الطاقة حتى عدة ميغاواط، مما يزيد من الحد الذي يصبح عنده الثايرستور والمفتاح السيليكونى ذو بوابة الإطفاء الخيار الوحيد. في الأساس، فإن ترانزستور ثنائي القطب ذو البوابة المعزولة هو ترانزستور ثنائي القطب يشغّله موسفت طاقة؛ يتمتع بمزايا كونه جهاز حاملات أقلية (أداء جيد في حالة التشغيل، حتى لأجهزة الجهد العالي)، مع مقاومة دخل عالية للموسفت (يمكن تشغيله أو إيقافه بكمية منخفضة جدًا من الطاقة).
يتمثل القيد الرئيسي للآيْجِبِتِ ترانزستور ثنائي القطب ذو البوابة المعزولة لتطبيقات الجهد المنخفض في ارتفاع هبوط الجهد الذي يظهر في حالة التشغيل (2 إلى 4فولت). مقارنةً بالموسفت MOSFET، فإن تردد تشغيل آيْجِبِتِ ترانزستور ثنائي القطب ذو البوابة المعزولة منخفض نسبيًا (عادة لا يزيد عن 50 kHz)، ويرجع ذلك أساسًا إلى مشكلة أثناء إيقاف التشغيل تُعرف باسم تيار الذيل current-tail: ينتج الاضمحلال البطيء لتيار التوصيل أثناء ايقاف التشغيل عن إعادة التركيب البطيء لعدد حاملات شحنات كبير تغمر منطقة «الانجراف» السميكة في ترانزستور ثنائي القطب ذو البوابة المعزولة أثناء التوصيل. والنتيجة النهائية هي أن مفاقيد التبديل لإيقاف التشغيل لـ ترانزستور ثنائي القطب ذو البوابة المعزولة أعلى بكثير من المفاقيد للتشغيل، في ملف المواصفات عامةً تُذكر طاقة الإيقاف كمعامل مُقاس؛ يجب ضرب هذا الرقم مع تردد التبديل للتطبيق المقصود من أجل تقدير مفاقيد الإيقاف.
عند مستويات الطاقة العالية جدًا، لا يزال يتم استخدام جهاز قائم على الثايرستور (مثل: SCR، وGTO، والثايرستور المحكوم بموسفت MCT، إلخ.). يمكن تشغيل هذا الجهاز بواسطة نبضة توفرها دائرة القيادة (دائرة التشغيل)، ولكن لا يمكن إيقاف تشغيله بإزالة النبضة. ينطفئ الثايرستور بمجرد عدم مرور أي تيار عبره؛ يحدث هذا تلقائيًا في نظام التيار المتردد في كل دورة، أو يتطلب دائرة بوسائل تحويل التيار في الجهاز. طُوِّر كل من MCTs و GTOs للتغلب على هذا القيد، وتستخدم على نطاق واسع في تطبيقات توزيع الكهرباء.
هناك عدد قليل من تطبيقات أشباه موصلات الطاقة تتعلق بوضع التبديل تشمل مُخَفِّتَات المصباح، ومزودات الطاقة بوضع التبديل (المغذيات النبضية)، وأفران التحريض، وأنظمة إشعال السيارات، ومشغّلات Drives المحركات الكهربائية المترددة AC والمباشرة DC من جميع الأحجام.

### المضخمات (المكبرات)
تعمل المضخمات في المنطقة النشطة، حيث يكون كل من تيار الجهاز والجهد غير صفريين. وبالتالي، تُبدد الطاقة باستمرار ويتقيد التصميم بالحرارة فلابد من التخلص من الحرارة الزائدة في الجهاز شبه الموصل. غالبًا ما يمكن التعرف على أجهزة مضخمات الطاقة بالتعرف علىالمشتت الحراري المستخدم لتركيب الأجهزة. توجد أنواع متعددة من أجهزة مضخمات أشباه موصلات الطاقة، مثل «ترانزستور الوصلة ثنائية الأقطاب»، و«ترانزستور تأثير المجال MOS العمودي»، وغيرها. تتراوح مستويات الطاقة لأجهزة مكبر الصوت الفردية حتى مئات الوحدات من الواط، وحدود التردد تصل إلى نطاقات الميكروويف السفلية. يمكن وضع مضخم طاقة صوتي كامل، بقناتين ومعدل طاقة بترتيب عشرات الوحدات من الواط، في حزمة دارة صغيرة متكاملة، لا تحتاج إلا إلى عدد قليل من المكونات السلبية الخارجية لتعمل. هناك تطبيق مهم آخر لمكبرات الوضع النشط في إمدادات الطاقة المنظمة الخطية، عندما يتم استخدام جهاز مكبر للصوت كمنظم للجهد للحفاظ على جهد الحمل في الإعداد المرغوب. في حين أن مزود الطاقة هذا قد تكون كفاءته في استخدام الطاقة أقل من المغذيات النبضية، فإن بساطة التطبيق تجعلها شائعة، خاصةً في نطاقات التيارات التي تصل إلى حوالي أمبير واحد.

## المتغيرات المساعدة (بارامتر)

عادة ما يوصل جهاز الطاقة بمشتت حراري للتخلص من الحرارة الناتجة عن مفاقيد التشغيل.

مقطع أشباه الموصلات لجهاز ثلاثي الأطراف (ترانزستور ثنائي القطب ذو البوابة المعزولة). يوجد موصلان على رأس القالب، والباقي على ظهره.

1. جهد الانهيار : في كثير من الأحيان، هناك مفاضلة بين تصنيف جهد الانهيار والمقاومة، لأن زيادة جهد الانهيار من خلال دمج منطقة انجراف أكثر سمكًا وأقل مخدرًا تؤدي إلى مقاومة أعلى.
2. عند المقاومة : يقلل التصنيف الحالي الأعلى من المقاومة بسبب زيادة عدد الخلايا المتوازية. هذا يزيد السعة الكلية ويبطئ السرعة.
3. أوقات الصعود والهبوط : مقدار الوقت المستغرق للتبديل بين حالة التشغيل وخارج الحالة.
4. منطقة التشغيل الآمن : هذا هو التبديد الحراري واعتبارات «المزلاج».
5. المقاومة الحرارية : غالبًا ما يتم تجاهل هذه المعلمة ولكنها مهمة للغاية من وجهة نظر التصميم العملي؛ لا تعمل أشباه الموصلات بشكل جيد عند درجة حرارة مرتفعة، ومع ذلك، بسبب التوصيل الحالي الكبير، ترتفع درجة حرارة جهاز أشباه الموصلات الكهربية بشكل ثابت. لذلك، يجب تبريد هذه الأجهزة عن طريق إزالة تلك الحرارة باستمرار؛ توفر تقنية التغليف والمبدد الحراري وسيلة لإزالة الحرارة من جهاز أشباه الموصلات عن طريق توصيله بالبيئة الخارجية. بشكل عام، يحتوي جهاز التيار الكبير على مساحات كبيرة من القالب والتعبئة ومقاومة حرارية أقل.

## البحث والتطوير

### التعبئة والتغليف
دور التعبئة والتغليف هو:
- قم بتوصيل لوحة إلكترونية بالدائرة الخارجية.
- وفِّر طريقة للتخلص من الحرارة الناتجة عن الجهاز.
- قم بحماية اللوحة من البيئة الخارجية (الرطوبة، الغبار، إلخ.).

ترتبط العديد من مشكلات الإعتمادية لجهاز الطاقة إما بالحرارة الزائدة أو الإرهاق بسبب التدوير الحراري. يُجْرَي البحث حاليًا في المواضيع التالية:
- أداء التبريد.
- مقاومة التدوير الحراري من خلال المطابقة الدقيقة لمعامل التمدد الحراري للتعبئة مع قرينه من السيليكون.
- أقصى درجة حرارة تشغيل لمادة التغليف.

البحث جاري أيضًا حول المشكلات الكهربائية مثل تقليل الحث الطفيلي للتعبئة؛ يحد هذا الحث من تردد التشغيل، لأنه يولد مفاقيد أثناء التبديل.
إن الموسفت منخفض الجهد محدودٌ أيضًا بالمقاومة الطفيلية لعبوتها، حيث تكون مقاومتها الذاتية (النقية) عند التشغيل منخفضة مثل واحد أو ملي أوم.
تتضمن بعض الأنواع الأكثر شيوعًا من عبوات أشباه موصلات الطاقة TO-220، وTO-247، TO-262، وTO-3، وD 2 Pak، إلخ.

### تحسين الهياكل
لا يزال تصميم ترانزستور ثنائي القطب ذو البوابة المعزولة قيد التطوير ويمكن توقع أن يوفر زيادات في جهد التشغيل. في high-power end of the range ، يعد الثايرستور المحكوم بالموسفت MOS-controlled thyristor جهازًا واعدًا. تحقيق تحسن كبير على بنية الموسفت التقليدي من خلال استخدام مبدأ توازن شحنات الوصلة الفائقة super junction charge-balance principle:
بشكل أساسي، يسمح بالتطعيم المكثف (إشابة) لمنطقة الانجراف السميكة thick drift في موسفت الطاقة، وبالتالي تقليل المقاومة الكهربائية لتدفق الإلكترونات دون المساس بجهد الانهيار. يُوضَع هذا جنبًا إلى جنب مع منطقة مُطعَّمة بقطبية معاكسة (حامل الشحنة الآخر -الثغرات)؛ هاتان المنطقتان المتشابهتان، والمتعاكستا التطعييم تلغيان بشكل فعال شحناتهما المحمولة وتطوران «منطقة مستنفدة» تدعم الجهد العالي أثناء حالة التوقف. من ناحية أخرى، أثناء حالة التشغيل، كلما زاد تطعيم منطقة الانجراف drift region، فإنَّها تسمح بمرور سهل لحاملات الشحنات، وبالتالي تقليل المقاومة. طورت شركاتٌ الأجهزةَ التجارية، بناءً على مبدأ الوصلة الفائقة هذا، مثل شركة إنفنيون (منتجات CoolMOS) و International Rectifier (تختصر: IR).

### أشباه الموصلات ذات الفجوة واسعة النطاق
من المتوقع حدوث تحول كبير في أجهزة أشباه موصلات الطاقة بالتخلي عن السيليكون واستخدام أشباه الموصلات ذات الفجوة واسعة. حاليًا، يعتبر كربيد السيليكون (SiC) هو الأكثر توقعًا. صار ثنائي شوتكي الكربيد سيليكوني بجهد انهيار 1200 فولت متاح تجاريًا، وأيضًا الترانزستور الحقلي الوصلي ذو 1200V. نظرًا لأن كلاهما من أجهزة حاملات الأغلبية، فيمكنهما العمل بسرعة عالية. جاري تطوير جهاز ثنائي القطب ليناسب جهوداً عليا (حتى 20كيلو فولت). من مزاياه، أنه يمكن لكربيد السيليكون أن يعمل عند درجة حرارة أعلى (تصل إلى 400درجة مئوية) ومقاومة حرارية أقل من السيليكون، مما يسمح بتبريد أفضل.